# Jennifer Dahlgren

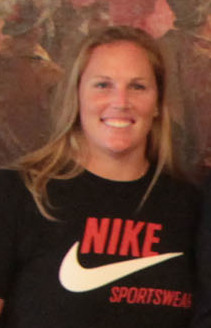
Jennifer Dahlgren im Jahr 2010

Jennifer Dahlgren Fitzner (* 21. April 1984 in Buenos Aires) ist eine argentinische Hammerwerferin.
Jennifer Dahlgren lebt seit ihrem fünften Lebensjahr in den Vereinigten Staaten, zunächst in Texas, seit 2003 in Athens und studiert an der University of Georgia Anglistik. Ihre Mutter Irene Fitzner nahm als Sprinterin an den Olympischen Spielen 1972 in München teil. Dahlgren trainierte zuerst bei Andrés Charadía, ab 2003 bei Donald Babbit und seit 2010 bei Marcelo Pugliese. Sie ist 1,81 m groß und 118 kg schwer.
International trat sie bei den Leichtathletik-Juniorenweltmeisterschaften 2000 in Erscheinung, belegte aber nur Platz elf. 2001 wurde sie im Wettbewerb der Jugendlichen Vierte, 2002 wieder bei den Junioren Fünfte. Dahlgren stellte zahlreiche südamerikanische Rekorde im Nachwuchsbereich auf und gewann etliche Titel bei süd- und panamerikanischen Nachwuchswettbewerben. 2003 knackte sie erstmals die 60-Meter-Marke und verbesserte den argentinischen Jugendrekord auf 61,60 m. Die neue persönliche Bestleistung von 66,12 m im Juni 2004 bei den NCAA-Meisterschaften in Austin (Texas) sicherte ihr die Teilnahme an den Olympischen Spielen. In Athen blieb sie mit 59,52 m unter ihren Möglichkeiten und beendete die Konkurrenz als 43. nach der Qualifikation. Besser lief es für sie bei den Leichtathletik-Südamerikameisterschaften 2005 in Cali, dort gewann sie den Titel mit dem neuen Meisterschaftsrekord von 65,05 m. Diesen Titel verteidigte sie 2006 in Tunja mit 69,07 m. 2006 warf sie in Fayetteville (Arkansas) 71,78 m und übertraf erstmals die 70 Meter, im Laufe des Jahres steigerte sie sich in Greensboro (North Carolina) noch auf 72,01 m. 2007 verbesserte sie erneut ihre Bestleistung – gleichzeitig argentinischer Rekord – auf 72,94 m, musste sich aber mit 68,70 m bei den Panamerikanischen Spielen den beiden Kubanerinnen Yipsi Moreno und Arasay Thondike beugen. 2008 war sie durch eine Fußverletzung gehandicapt, es blieb bei einer Saisonbestleistung von 66,38 m. Nur drei Zentimeter kürzer warf sie bei den Olympischen Sommerspielen in Peking, dies war aber nur Platz 29 nach der Qualifikation. 2009 knüpfte Dahlgren wieder an ihre alte Leistungsstärke an, ihre Jahresbestweite erzielte sie schon im Februar mit 72,79 m in Buenos Aires. Die Leichtathletik-Weltmeisterschaften 2009 in Berlin beendete sie auf Platz siebzehn, 68,90 m war ihre Weite. Das Jahr 2010 begann Dahlgren mit einer weiteren Steigerung des argentinischen Rekords, als sie sich im April in Buenos Aires auf 73,74 m verbesserte.